# لا بوهم

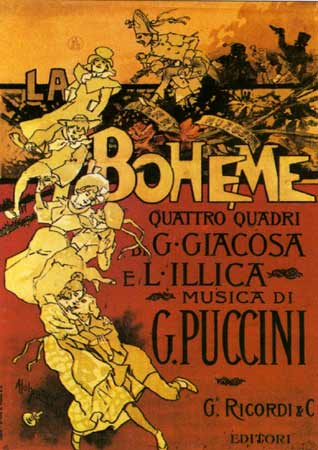
پوستر اجرای ۱۸۹۶ لا بوهم

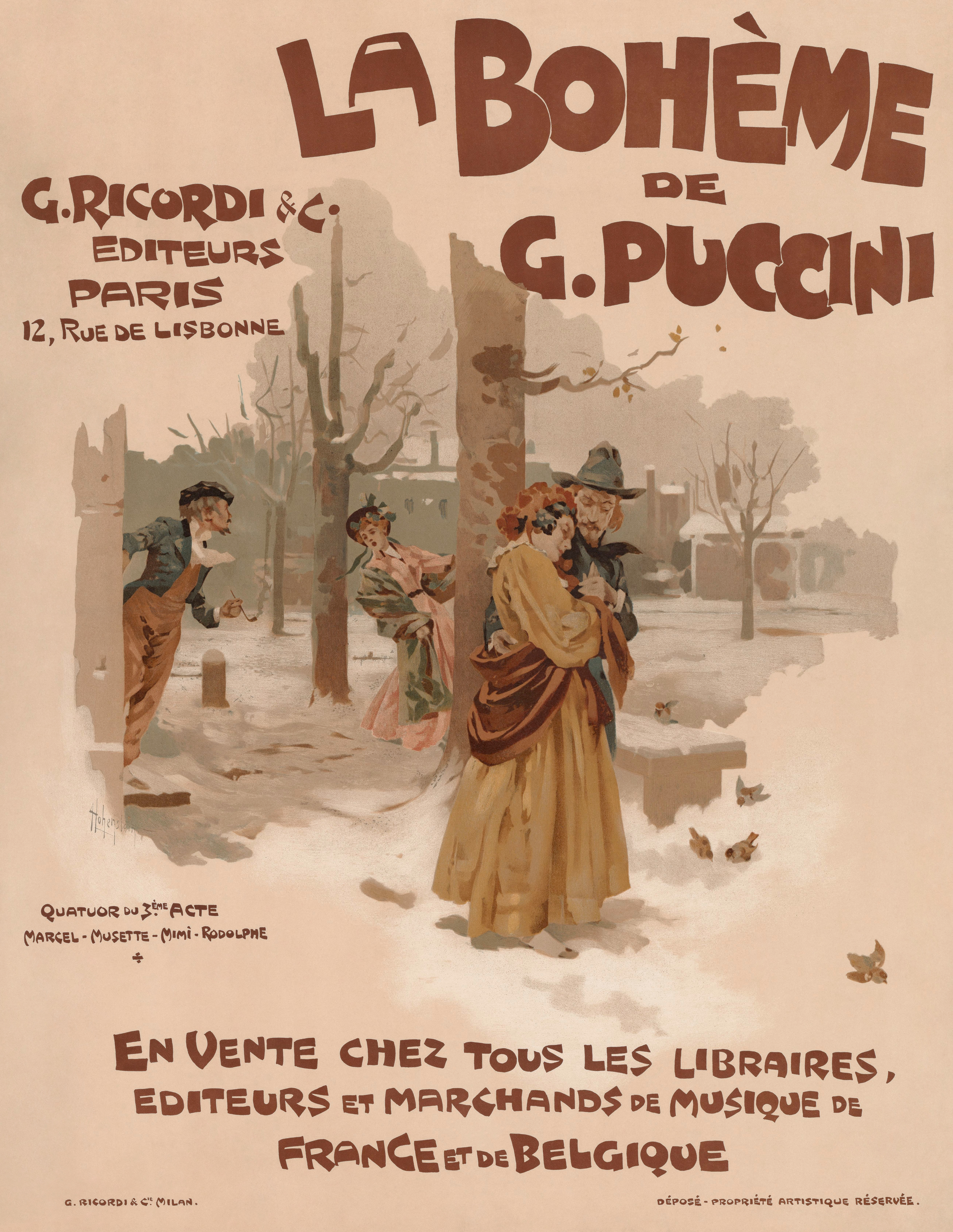
پوستر آهنگ ۱۸۹۵ لا بوهم

لا بوهم اپرایی در چهار پرده است که توسط جاکومو پوچینی ساخته شده‌است. اپرانامه این اثر به زبان ایتالیایی بوده و نویسنده آن لویجی ایلیکا است. این اپرانامه براساس کتاب «صحنه‌هایی از زندگی کولی‌وار» اثر آنری مورژه خلق شده است. 
اولین اجرای لا بوهم، به تاریخ ۱ فوریه ۱۸۹۶، در تئاتر سلطنتی تورین-ایتالیا و با رهبری آرتورو توسکانینی به روی صحنه رفت و مورد استقبال چشمگیری قرار گرفت؛ تا به امروز نیز، این اثر پوچینی، به عنوان یکی از محبوب‌ترین و پر اجراترین اپراها در سراسر دنیا به‌شمار میآید. در سال ۱۹۴۶ - پنجاه سال پس از نخستین اجرا - توسکانینی رهبری این اپرا را برای ضبط رادیویی، با همکاری ارکستر سمفونی ان‌بی‌سی بر عهده گرفت که به صورت نوار کاست و لوح فشرده روانه بازار شد؛ این تنها اثر پوچینی است که هنگام ضبط، رهبری آن را همان رهبر اجرای نخست (۱۸۹۶ - آرتور توسکانینی) بر عهده داشت.

## نقش‌ها

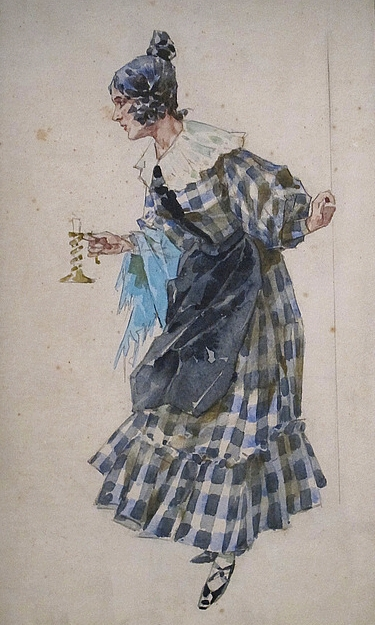
لباس می‌می در پرده یک؛ طراحی شده توسط آدولفو هویینستایم، برای نخستین اجرا (۱۸۹۶)

| نقش                                                                                     | نوع صدا |
| --------------------------------------------------------------------------------------- | ------- |
| رودلفو؛ یک شاعر                                                                         | تنور    |
| می‌می؛ یک خیاط                                                                           | سوپرانو |
| مارچلو؛ یک نقاش                                                                         | باریتون |
| موزتا؛ یک خواننده                                                                       | سوپرانو |
| شاوونارد؛ یک موسیقیدان                                                                  | باریتون |
| کولین؛ یک فیلسوف                                                                        | باس     |
| بنویت؛ صاحبخانه                                                                         | باس     |
| آلچیندارو؛ عضو شورای شهر                                                                | باس     |
| پارپینیول؛ یک اسباب بازی فروش                                                           | تنور    |
| گروهبان آداب و رسوم                                                                     | باس     |
| دانش آموزان، دختران کارگر، اهالی شهر، مغازه دارن، دستفروشان، سربازان، گارسونها و کودکان |         |

## خلاصه

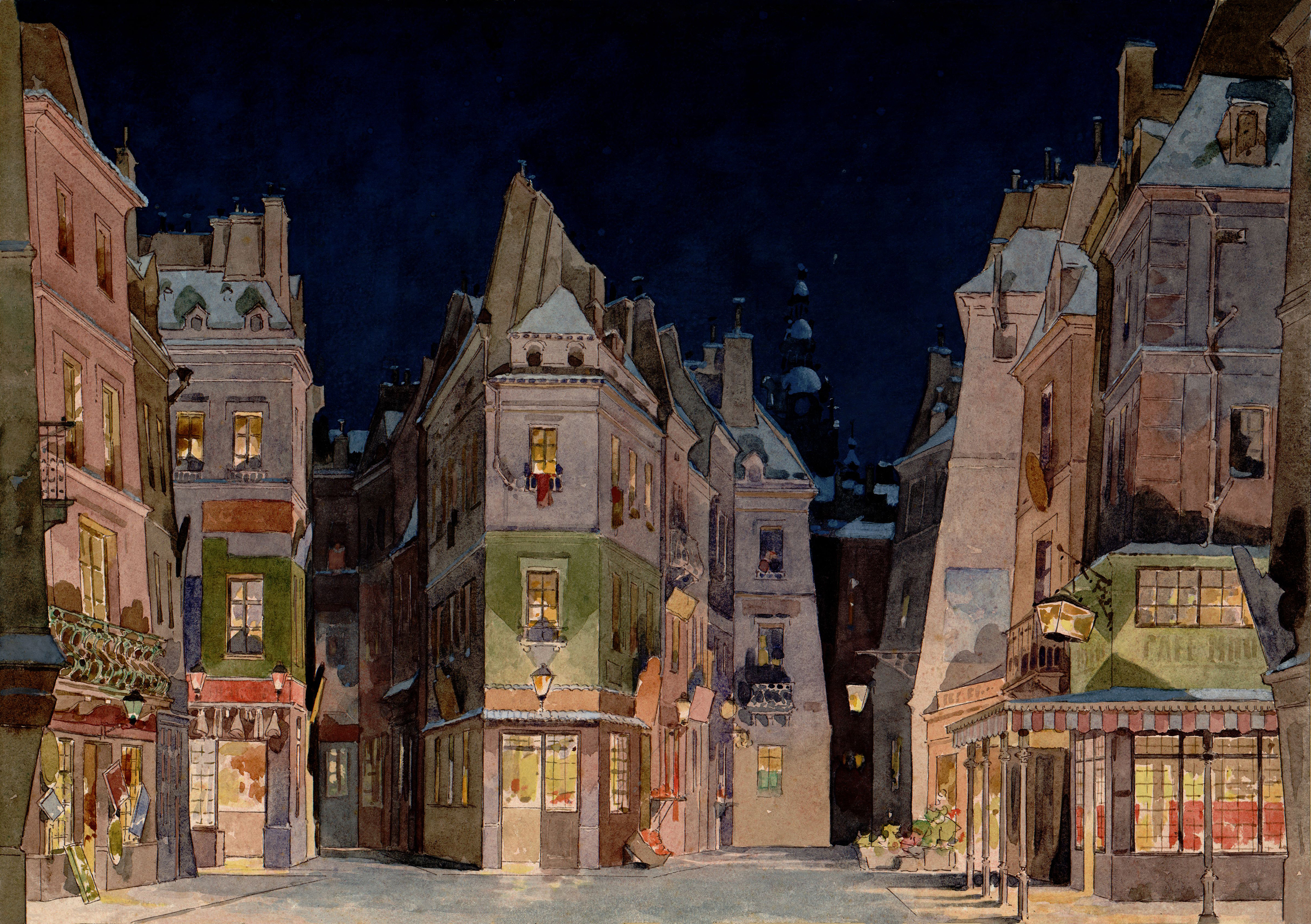
تابلوی چهارم لا بوهم

مکان: پاریس
زمان: در حدود سال ۱۸۳۰ میلادی

### پرده یک
اتاق زیر شیروانی چهار بوهمین
مارچلو در حال کشیدن یک نقاشی است در حالیکه رودلفو از پنجره به بیرون خیره شده؛ زمستان است و سرمای بیش از اندازه اتاق امانشان را بریده است. رودلفو تصمیم می‌گیرد مقداری از نوشته‌هایش را در شومینه بسوزاند تا لااقل برای مدت کوتاهی گرم شوند. در حالیکه این دو دوست از گرمای اندک حاصل از سوزاندن جدیدترین دست نوشته‌های رودلفو لذت می‌برند، کولین، هم اتاقی دیگرشان، وارد می‌شود. او نیز از سرما می‌لرزد و بخاطر اینکه نتوانسته تعدادی از کتاب‌های مورد علاقه اش را به ودیعه بگیرد، ناراحت است.
شاوونارد، دوست موسیقی دانشان هم میآید و با خود پول، غذا و نوشیدنی می‌آورد. او توضیح می‌دهد که چطور بخت و اقبال به او رو کرده و ماجرای ملاقاتش با یک نجیب زاده انگلیسی را با شور و هیجان شرح می‌دهد؛ در حالیکه تنها چیزی که برای دوستانش مهم است، چیدن میز و صرف آن همه غذاهای تازه و خوشمزه می‌باشد. آن‌ها با اشتها مشغول خوردن و آشامیدن می‌شوند، ولی شاوونارد از آن‌ها می‌خواهد که این غذا را برای روزهای آینده نگه دارند و امشب همگی، مهمان او، به کافه رستوران ماموس بروند.
در حالیکه این چهار دوست آماده بیرون رفتن می‌شوند، بنویت، برای دریافت اجاره ماهیانه سر می‌رسد. آن‌ها از وی می‌خواهند که قدری بنشیند و کمی شراب بنوشد؛ اما تا هنگامی که کاملاً مست شود به او شراب می‌دهند. او نیز شروع به تعریف از روابط عاشقانه اش با زنان و دختران متعدد می‌کند و به محض اینکه آن‌ها را با همسر خود مقایسه می‌کند، هر چهار نفرشان از اینکه بنویت اخلاقیات را زیر پا گذاشته، تظاهر به خشم می‌کنند و او را از خانه بیرون می‌اندازند؛ در حالیکه تنها هدفشان، سرباز زدن از پرداخت اجاره بها بوده‌است. آن‌ها با خوشحالی تصمیم می‌گیرند که پول اجاره را همان شب، صرف خوشی در محله لاتن کنند.
مارچلو، شاوونارد و کولین حاضر شده و بیرون می‌روند، اما رودلفو برای تمام کردن مقاله‌ای در خانه می‌ماند و قول می‌دهد که خیلی زود به آن‌ها ملحق شود؛ دوستانش هم در آن اطراف منتظرش می‌مانند. کسی در می‌زند؛ او دختریست که در اتاق دیگری از آن ساختمان زندگی می‌کند و شمعش در راه پله خاموش شده‌است. دخترک توضیح می‌دهد که کبریتی برای روشن کردن شمعش ندارد و از رودلفو درخواست کمک می‌کند. دختر جوان، لحظاتی بعد از حال می‌رود و رودلفو او را روی صندلی نشانده و کمی نوشیدنی به وی می‌دهد. اندکی بعد، حال دخترک بهتر شده و از رودلفو تشکر می‌کند و می‌گوید که باید برود؛ اما هنگام رفتن متوجه می‌شود که کلیدش افتاده و گم شده‌است.
همچنان که این دو به جستجو می‌پردازند، دوباره شمع دختر جوان خاموش می‌شود و پس از آن هم شمع رودلفو! بنابراین هر دو در تاریکی به دنبال کلید می‌گردند. رودلفو که مجذوب متانت و زیبایی این دختر شده، کلید را پیدا می‌کند و آن را در جیبش قایم کرده و بدون آنکه چیزی بگوید، به جستجو ادامه می‌دهد. او به بهانه گشتن پی کلید، خود را به دخترک نزدیک کرده و دستان سرد او را در دستان گرم خود نگاه می‌دارد (Che gelida manina)؛ سپس از خود و زندگی اش می‌گوید و از دختر جوان هم می‌خواهد که کمی دربارهٔ خودش حرف بزند. دخترک می‌گوید که او را می‌می می‌نامند (Sì, mi chiamano Mimì) و از زندگی ساده و عشقش به زیبایی‌های طبیعت برای مرد جوان می‌گوید. در این بین، دوستان رودلفو که از منتظر ماندن در هوای سرد کلافه شده‌اند، او را صدا می‌زنند؛ اما رودلفو می‌گوید که مهمان دارد و فعلاً نمی‌تواند بیاید.
رودلفو و می‌می متوجه عشق عمیقی که در دلشان پدید آمده می‌شوند و احساساتشان را به یکدیگر ابراز می‌دارند. رودلفو دوست دارد که آنشب جایی نرود و زمان بیشتری را با می‌می بگذراند، اما می‌می بیرون رفتن برای شام و خرید را ترجیح می‌دهد؛ بنابراین هر دو با خواندن آوازی عاشقانه به سمت کافه ماموس می‌روند.

### پرده دو
محله لاتن
جمیعتی زیاد به همراه کودکان و دستفروشان به چشم می‌خورد و فروشندگان مرتب اجناسشان را تبلیغ می‌کنند (chorus: Aranci, datteri! Caldi i marroni). رودلفو برای می‌می کلاه مورد علاقه اش را که مدت‌ها بوده می‌خواسته، می‌خرد. کولین یک کت و شاوونارد هم یک هورن می‌خرد. در حالیکه اهالی محل مشغول گپ زدن، شایعه پراکنی و چانه زدن با فروشندگان هستند، کودکان مدام از پدر و مادرشان می‌خواهند که از پارپیگنول برایشان اسباب بازی بخرند؛ چهار بوهمین نیز از لا به لای جمعیت خود را به کافه ماموس می‌رسانند.
هنگامی که چهار دوست هنرمند به همراه می‌می مشغول صرف شام هستند، ماستا، معشوقه سابق مارچلو، بازو در بازوی آلچیندرو - مردی سالخورده، ثروتمند و صاحب مقام - وارد می‌شود. از بگو مگوهای ایندو مشخص است که ماستو از آلچیندرو دلزده شده و به دنبال رابطه دیگریست. ماستو شروع به خواندن می‌کند و از محبوبیت و زیبایی‌هایش می‌گوید (Musetta's waltz: Quando me'n vo'). او امیدوار است که بتواند دوباره دل مارچلو را بدست آورد و همین‌طور هم می‌شود. مارچلو به یاد عشق گذشته‌شان می‌افتد و حتی می‌می هم متوجه علاقه عمیق ایندو به یکدیگر می‌شود. ماستو برای اینکه آلچیندرو را از آنجا بیرون بفرستد، تنگی کفشش را بهانه می‌کند و از او می‌خواهد که به کفاشی رفته و یک جفت دیگر برایش بخرد. به محض بیرون رفتن پیرمرد، ماستو و مارچلو یکدیگر را با عشق و شادی در آغوش می‌گیرند.
گارسون صورت حساب را می‌آورد؛ کیف پول شاوونارد گم شده و هیچ‌یک از سه دوست دیگر نیز پول کافی برای پرداخت ندارند. ماستوی زیرک هم به گارسون می‌گوید که صورت حساب را به نام آلچیندرو بزند. سربازان رژه می‌روند و متعاقب آن، چهار بوهمین، می‌می و ماستو از رستوران خارج می‌شوند. آلچیندرو، سراسیمه با کفش‌ها وارد رستوران شده و دنبال ماستو می‌گردد که گارسون صورت حساب را به او می‌دهد؛ مرد سالخورده زبانش بند میآید و بی حال روی صندلی می‌افتد.

### پرده سه
دروازه خراج شهر (اواخر فوریه)
دوره گردان در حال عبور از دروازه خراج شهر هستند. صدای خنده و آواز از میخانه ایی در نزدیکی آنجا، که محل جدید سکونت مارچلو و ماستوست، به گوش می‌رسد. می‌می با سرفه‌هایی وحشتناک، خود را به آنجا می‌رساند. مارچلو به این محل نقل مکان کرده تا با کشیدن نقاشی برای صاحب مسافرخانه، زندگی اش را بگذراند. می‌می مارچلو را می‌بیند و از رفتارهای ناشایست رودلفو برایش می‌گوید؛ او شرح می‌دهد که رودلفو به شدت حسود و متعصب است و شب گذشته او را ترک کرده‌است (O buon Marcello, aiuto).
مارچلو، در حالیکه نگران سرفه‌های شدید می‌می است، به او می‌گوید که رودلفو دیشب با حالی پریشان پیش آن‌ها آمده و الان خواب است. در این بین، رودلفو بیدار می‌شود و به دنبال مارچلو میآید. می‌می خودش را جایی پنهان می‌کند و گفتگوی بین ایندو را گوش می‌دهد که رودلفو از عشوه گری‌های می‌می برای مردان دیگر شاکیست. مارچلو باور نمی‌کند و در آخر رودلفو اعتراف می‌کند که تمام این‌ها بهانه ایی بیش نیست و دلیل اصلی او برای جدا شدن از می‌می، فقر است. وی ادامه می‌دهد که می‌می گرفتار بیماری مرگباریست (احتمالاً سل) و شرایط بد مالی او، امکان درمان می‌می را سلب می‌کند؛ رودلفو اضافه می‌کند که شاید بدرفتاریهایش باعث شود می‌می او را ترک کرده و سراغ شخص ثروتمندی برود و بتواند داروهایش را تأمین کرده و بهبود یابد (Marcello, finalmente).
رودلفو بسیار ناراحت و بیقرار است و مارچلو سعی در آرام کردن او دارد. می‌می پس از شنیدن حرف‌های رودلفو به گریه می‌افتد و صدای زاری و سرفه‌های مکرّرش، حضورش را آشکار می‌سازد. رودلفو با عجله و نگرانی به سمت می‌می می‌رود. صدای قهقهه‌های ماستو از میخانه به گوش می‌رسد و مارچلو خود را با شتاب به داخل می‌رساند. می‌می به رودلفو می‌گوید که اگر او بخواهد از هم جدا خواهند شد (Mimì: Donde lieta uscì). آن‌ها خاطرات شیرین گذشته‌شان را با هم مرور می‌کنند و به احترام عشق پاکشان تصمیم می‌گیرند که تا بهار، فصلی که هیچ موجودی تنها نیست، در کنار هم بمانند. در همین حال، بین مارچلو و ماستو درگیری لفظی شدیدی سر می‌گیرد؛ مارچلو از لاس زدن‌های ماستو با مشتری‌ها شاکیست اما ماستو باور دارد که چون هنوز ازدواج نکرده‌اند، اجازه سلب آزادی از او را ندارد و از مردهایی که به محض آشنایی با یک زن، احساس شوهر بودن می‌کنند، متنفر است. همچنان که رودلفو و می‌می به یکدیگر ابراز عشق می‌کنند، مارچلو و ماستو با ناسزا و انزجار، تصمیم به جدایی می‌گیرند (quartet: Mimì, Rodolfo, Musetta, Marcello: Addio dolce svegliare alla mattina).

### پرده چهار
بازگشت به اتاق زیر شیروانی
مارچلو و رودلفو خود را وادار می‌کنند که به کار مشغول شوند، اما اندوه جدایی از زنان مورد علاقه‌شان مانع می‌شود. آن‌ها به غیر از یادآوری خاطرات شیرین گذشته‌شان، نمی‌توانند به چیز دیگری فکر کنند (duet: O Mimì, tu più non torni). مارچلو می‌می را با یک لباس فاخر و رودلفو ماستو را در یک کالسکه زیبا دیده و همین آن‌ها را به این فکر فرو می‌برد که شاید می‌می و ماستو با مردان ثروتمندی ارتباط برقرار کرده باشند.
شاوونارد و کولین با شام بسیار مختصری وارد می‌شوند و چهار دوست برای تغییر روحیه، شروع به نقیضه خوانی و بذله گویی می‌کنند؛ اما این شوخی‌ها به مسخره بازی بین شاوونارد و کولین می‌انجامد و آن دو شروع به خندیدن به یکدیگر می‌کنند. در همین بین، ماستو سرآسیمه وارد می‌شود و خبر می‌آورد که می‌می حال خوبی ندارد؛ او توضیح می‌دهد که می‌می او را در خیابان دیده و با التماس از او خواسته تا کمک کند لحظات قبل از مرگش را در کنار رودلفو بگذراند. ماستو ادامه می‌دهد که الان می‌می آنجاست اما از شدت ضعف، روی پله‌ها بیهوش شده‌است.
رودلفو با عجله می‌رود تا می‌می را به اتاق بیاورد؛ او می‌می راکه به شدت لاغر و رنگ پریده بوده به داخل آورده و روی تخت می‌گذارد. می‌می به شدت سردش است و آرزو می‌کند که ایکاش دستکش‌های گرمی داشت. رودلفو دست‌های او را می‌گیرد تا گرم شود. ماستو مارچلو را به گوشه ایی می‌برد و می‌گوید که شاید داشتن دستکش‌های گرم، آخرین آرزوی می‌می‌باشد و باید حتماً برآورده شود؛ مارچلو هم قلب مهربان ماستو را می‌ستاید. کولین تصمیم می‌گیرد که برای کمک به می‌می، کت خود را گرو بگذارد(Vecchia zimarra) و ماستو هم گوشواره‌هایش را به مارچلو می‌دهد تا آن‌ها را بفروشد و دارو تهیه کند. سپس آن‌ها رودلفو و می‌می را با هم تنها می‌گذارند.
می‌می به رودلفو می‌گوید که زندگی به جز عشق او معنای دیگری برایش ندارد (aria/duet, Mimì and Rodolfo: Sono andati)، رودلفو هم کلاهی را که شب اول آشنایی شان برایش خریده بوده به او نشان می‌دهد و می‌گوید که به نشانه عشقشان آن را یادگاری نگه داشته‌است. آن‌ها خاطرات روزهای خوششان را با هم مرور می‌کنند و همین‌طور آن روز اول ملاقات را؛ خاموش شدن شمع‌ها، گم شدن کلید و …. ناگهان می‌می دچار حمله تنفسی و سرفه‌های شدیدی می‌شود. همگی کنارش جمع می‌شوند و دارو و دستکش را برایش می‌آورند؛ می‌می از گرما و نرمی دستکش‌ها لذت می‌برد و از رودلفو می‌پرسد که آیا دستکش‌ها هدیه ایی از طرف اوست؟ و ماستو پاسخ می‌دهد: «بله». می‌می می‌گوید که حالش بهتر شده و سپس به خواب می‌رود؛ ماستو نیز برایش دعا می‌خواند.
می‌می در حین خواب می‌میرد؛ شاوونارد متوجه مرگ او می‌شود و دیگران را با خبر می‌سازد. رودلفو به تغییر رفتار دوستانش شک می‌کند و با نگرانی و شتاب خود را به تخت می‌می می‌رساند. او پیکر بیجان می‌می را در آغوش می‌گیرد و با فریاد و زاری نام او را صدا می‌زند.